# 헬렌 플래너건
헬렌 플래너건(Helen Flanagan, 1990년 8월 7일 ~ )은 잉글랜드의 배우, 모델, 사회자이다. 연속극 《코로네이션 스트리트》의 로지 웹스터 역으로 유명하다.